# ケント郡 (ニューブランズウィック州)
ケント郡（ケントぐん、仏語：Comté de Kent、英語：Kent County）は、カナダのニューブランズウィック州東部に位置する郡。文化的には先住民族であるミクマク、アカディア人、イギリス系入植者が入り交じる独特の地域である。観光地としてバクトゥーシュ砂丘などがある。

## 行政区分
ケント郡には2町3村がある。また12の小教区に分かれる。

### 主な町村
- リチブクトゥ：1967年の郡制廃止以前には郡役場が置かれていた。
- バクトゥーシュ